# Костёл Успения Пресвятой Девы Марии (Антуши)
Костёл Успения Пресвятой Девы Марии — бывший католический храм в деревне Антуши Рогачёвского района Гомельской области.
Располагался на юго-восточной окраине села. Был построен в начале XIX века из дерева. В советское время использовался как медицинское учреждение. Разрушен в 1990-х годах.

## История
Первые сведения о костёле в Антушах относятся к началу XIX века и связано с именем священника Константина Антушевича. В 1800 году он основал в Антушах костёл, который был освящён в 1802 году под названием Вознесения Господня.
Первоначально костёл в Антушах был филиальным к костёлу в городе Карпиловка (сейчас Карпиловка находится в черте города Жлобина).
В 1843 году костёл в Антушах стал приходской. Произошло это благодаря действиям ксёндза Карпиловского костёла Мартина Вашкевича. В 1839 году Карпилавский костёл должен был быть ликвидирован, и Вашкевич добился того, чтобы костёл в Антушах стал приходской. 12 апреля 1838 г. правительственный сенат дал такое разрешение министру внутренних дел.
В 1841 г. старый костёл в Антушах был полностью перестроен снаружи, а в 1843 г. – изнутри. С тех пор костёл носит название Успения Пресвятой Богородицы.
В 1910 году священник Александр Болтуц провел капитальный ремонт здания костёла, а в 1911 г. костёл снаружи и внутри был расписан масляными красками.
Костёл в Антушах не сохранился. После закрытия в нём был детский дом, потом больница. Когда больницу перевели в деревню Поболово, здание оказалось заброшенным. В конце 1980-х и начале 1990-х гг. оно было демонтировано. Сохранились только ступени костёла.

## Архитектура
Произведение архитектуры классицизма.